# Jan Forsberg
Jan Edvin Harry Forsberg, född 22 juli 1951, är en svensk tidigare verkställande direktör och koncernchef för det svenska statsägda järnvägsbolaget SJ AB. 
Forsberg är utbildad som civilingenjör och arbetade från 1989 till 2002 inom Scandinavian Airlines, bl.a. som Senior Vice President för SAS Operations Division och som VD för SAS Flight Support AB. Han var VD och koncernchef för SJ AB från våren 2002 till 2 april 2012.